# Wilhelm Hisinger
Wilhelm von Hisinger (ur. 23 grudnia 1766, zm. 28 czerwca 1852 w Skinnskattebergu) – szwedzki chemik, geolog i mineralog.

## Życiorys
We współpracy z Jönsem Jacobem Berzeliusem odkrył, że w procesie elektrolizy poddana jej substancja dąży do tego samego bieguna i posiada pewne cechy wspólne. Odkrycie to wykazało, że istnieje jakościowy związek pomiędzy chemiczną i elektryczną naturą ciał.
W 1803 Berzelius wraz z Hisingerem i Martin Heinrich Klaproth odkryli niezależnie pierwiastek cer.